# Васильевский сельсовет (Липецкий район)
Васильевский сельсове́т — сельское поселение в Липецком районе Липецкой области. 
Административный центр — село Васильевка.

## История
В соответствии с законами Липецкой области №114-оз от 02.07.2004 и №126-оз от 23.09.2004 Васильевский сельсовет наделён статусом сельского поселения, установлены границы муниципального образования.

## Население
| 2010 | 2012 | 2013 | 2014 | 2015 | 2016 | 2017 |
| ---- | ---- | ---- | ---- | ---- | ---- | ---- |
| 579  | ↗662 | ↗693 | ↗700 | ↘611 | ↘589 | ↘560 |
| 2018 | 2021 |      |      |      |      |      |
| ↗573 | ↗637 |      |      |      |      |      |

## Состав сельского поселения
| № | Населённый пункт | Тип населённого пункта       | Население |
| - | ---------------- | ---------------------------- | --------- |
| 1 | Александровка    | село                         | ↗39       |
| 2 | Алексеевка       | село                         | ↗153      |
| 3 | Васильевка       | село, административный центр | ↗496      |